# Pohoda Music Festival
Il Pohoda Music Festival è un raduno musicale slovacco di rilevanza nazionale che ogni anno si protrae per tre giorni.
All'avvenimento musicale partecipano ogni anno decine di dj e musicisti.
Il Pohoda Music Festival si tiene ogni anno, nel mese di luglio, nei pressi dell'aeroporto di Trenčín.